# Kileler (gmina)
Kileler (gr. Δήμος Κιλελέρ, Dimos Kileler) – gmina w Grecji, w administracji zdecentralizowanej Tesalia-Grecja Środkowa, w regionie Tesalia, w jednostce regionalnej Larisa. W 2011 roku liczyła 20 854 mieszkańców. Powstała 1 stycznia 2011 roku w wyniku połączenia dotychczasowych gmin: Platikambos, Kranonas, Armenio, Kileler i Nikea. Siedzibą gminy jest Nikiea, a historyczną siedzibą jest Kileler.